# Мапин
Мапин (Маппиний; лат. Mapinus, Mappinius; умер около 560) — епископ Реймса (536 — около 560).

## Биография
Основными историческими источниками о жизни Мапина являются «История Реймсской церкви» Флодоарда и послания из сборника «Австразийские письма».
Происхождение Мапина неизвестно. Неизвестна и точная дата его восшествия на кафедру Реймсской епархии, на которой он стал преемником скончавшегося 30 августа 536 года епископа Флавия.
Первое свидетельство о Мапине как епископе Реймса относится к 28 октября 549 года, когда среди участников синода в Орлеане упоминался его легат, архидиакон Протадий.
В составе сборника «Австразийские письма» сохранились два послания, связанных с подготовкой к поместному собору иерархов Франкского государства в Туле. Это собрание было созвано 1 июня 550 года по требованию короля Австразии Теодеберта I. На нём предполагалось рассмотреть вопрос об ответственности некоторых франкских вельмож, нанёсших оскорбления епископу Трира святому Ницетию. Теодеберт прислал Мапину письмо, в котором приказывал епископу явиться на собор. В ответном послании глава Реймсской епархии просил короля подробнее объяснить причины созыва синода, в противном случае отказываясь подчиниться королевскому повелению. Теодеберт I послал новое письмо Мапину, но оно пришло слишком поздно, когда епископ уже не успевал прибыть к условленному времени в Туль. Огорчённый этим, епископ Реймса направил Ницетию послание со своими извинениями, написав, что в случае своего участия в собрании он безусловно бы поддержал законные требования епископа Трира о наказании обидчиков. Тульский собор — последнее событие из жизни Мапина, которое может быть точно датировано.
Примерно в это же время по завещанию Свавеготы, вдовы короля Теодориха I, Реймсская епархия получила в дар треть селения Вьерзи. Здесь этой королевой был основан монастырь. По просьбе Теодехильды, дочери короля Теодориха I, епископ Мапин предоставил этой обители право узуфрукта. Флодоард также сообщал, что Мапин для своей епархии получил ещё несколько земельных наделов от франкских монархов.
Кроме послания к Ницетию, сохранилось и письмо Мапина к епископу Меца Виллику.
Дата смерти Мапина неизвестна. Предполагается, что это событие могло произойти около 560 года, во всяком случае, не позднее 565 года. Его похоронили в кафедральном соборе Реймса, доходы которого в епископство Мапина значительно увеличились. Новым главой Реймсской епархии был избран епископ Эгидий.